# 郡家村 (岐阜県)
郡家村（ぐげむら）は、かつて岐阜県揖斐郡にあった村。
現在の大野町郡家に該当する。
郡家村発足時は大野郡であったが、郡の合併により揖斐郡の村となっている。

## 歴史
- 1889年（明治22年）7月1] - 町村制により、郡家村発足。
- 1897年（明治30年）4月1日[1] - 大野郡の一部と池田郡が合併して揖斐郡となる。
- 1897年（明治30年）4月1日 - 上磯村、加納村、本庄村、下磯村、西座倉村、下座倉村、五ノ里村、下南方村と合併し川合村が発足。同日郡家村廃止。